# Jean-Luc Bastien
Jean-Luc Bastien (né Jean-Luc Tétreault le 12 mai 1939 à Saint-Luc en Montérégie), est un homme de théâtre québécois, comédien, metteur en scène, directeur de compagnie, professeur et directeur d’une école de théâtre.

## Enfance, formation et vie privée
Jean-Luc Bastien, fils cadet de Denis Tétreault (1900-1947) et de Thérèse Payant dit St-Onge (1903-1977), nait le 12 mai 1939 à Saint-Luc, d'où son prénom d'ailleurs. Il entame sa formation théâtrale par des cours d’expression corporelle avec Suzanne Rivest (1957-1959), d’art dramatique avec Jean Doat (1958-1960) et de danse moderne avec Françoise Riopelle (1959-1960), puis de théâtre à l’École nationale de théâtre du Canada (1960-1963), alors nouvellement créée et dont il est le premier finissant en interprétation. Tel qu’il en est encore fréquemment usage à l’époque, il adopte alors un nom de scène : Jean-Luc Bastien.
Il poursuit sa formation en interprétation et en diction à Paris (1963-1964), notamment auprès de René Simon, Raymond Rouleau et Françoise Rosay, et il effectue un stage dans les Troupes d’État en France entre autres au Théâtre national populaire dirigé par Georges Wilson ainsi qu’auprès de Roger Planchon.
Il a eu pour compagne de vie l'ethnolinguiste et auteure José Mailhot entre 1968 et 1993.

## Vie professionnelle
C’est comme acteur à la scène et occasionnellement à la télévision où il tient divers petits rôles que Jean-Luc Bastien commence sa carrière. Il interprète notamment Genaple fils dans la télésérie  D’Iberville, réalisé par Roland Guay et Pierre Gauvreau, et le Roi africain dans l'émission pour enfants La Ribouldingue, toutes deux présentées à Radio-Canada à la fin des années 1960.
Pour ses débuts à la scène, entre 1956 et 1968, il est dirigé notamment par Georges Groulx, Gabriel Gascon, Jean-Pierre Ronfard, Paul Buissonneau à la Roulotte   et Pierre Dagenais dans des pièces de Molière, Marivaux, Feydeau, Camus, Lorca, Cocteau, Ghelderode, Beaumarchais et Shakespeare.
Il n’a pas trente ans lorsqu’on le nomme directeur adjoint de la Division des spectacles à Terre des Hommes (1968). En cette ère d’émergence d’une dramaturgie nationale et de remise en question de l’institution théâtrale, il participe avec Louisette Dussault, Odette Gagnon, Jean-Claude Germain, Nicole Leblanc, Gilles Renaud et Monique Rioux à la fondation du Théâtre du même nom (TMN) qui marquera les mémoires.

### Implication dans le milieu théâtral québécois
Au début des années 1970, il est membre de l’exécutif de l’Association québécoise du jeune théâtre (1970-1972), et du Centre des auteurs dramatiques (1970-1974),. En 1975, une bourse du Conseil des arts du Canada, dont il est le plus jeune récipiendaire , l'amène à se familiariser avec le fonctionnement de diverses compagnies théâtrales en pays socialistes : Allemagne de l’Est, Bulgarie, Hongrie, Pologne, Russie, Tchécoslovaquie, Yougoslavie, ainsi qu’au Japon. À cette époque, les contacts des gens de théâtre du Québec à l'étranger se portent essentiellement vers la France.
En 1978, il accompagne le processus de transition à la scène d’un texte poétique de Denise Boucher, dont il signe la mise en scène. Les fées ont soif avant même sa création se voit propulsé au premier rang de l'actualité. Ce spectacle divisera l'opinion publique ainsi que les pouvoirs politiques et cléricaux, en remettant en question l'ordre établi et le rôle historique des femmes dans une théâtralisation consciemment provocatrice. Le fait que le spectacle soit produit par le Théâtre du Nouveau Monde lui permet d’être présenté devant de larges auditoires. De fait, Les fées ont soif est vu par une assistance record  et connaît d'importants prolongements publics et médiatiques alors que sa présentation même est contestée, en vain, devant les tribunaux par des groupes religieux ,. Dans l'histoire contemporaine du Québec, pratiquement seules Les Belles-sœurs de Michel Tremblay auront atteint un statut comparable. À l’instar de la dramaturgie de Tremblay, ce spectacle aura contribué, à sa manière, à l'avancement des idées et des mentalités au Québec
De 1978 à 1989, Jean-Luc Bastien préside aux destinées de la Nouvelle compagnie théâtrale, d'abord à titre d'administrateur (et, de 1978 à 1982, comme directeur de la Salle Fred-Barry, laquelle se destine à la création québécoise), puis, de 1982 à 1989, en tant que directeur général et artistique, où il succède à Gilles Pelletier. Il est co-auteur de l'ouvrage La Nouvelle Compagnie théâtrale. En scène depuis 25 ans qui obtient, en 1989, le Prix Ann Saddlemyer de l'Association canadienne de la recherche théâtrale.
Jean-Luc Bastien participe aux travaux de l’Association des directeurs de théâtre (1982-1984),, et des Théâtres associés (1984-1989).  Lors de la fondation du Conseil québécois du théâtre, il en est le tout premier président (1983-1986), et s’implique dans de nombreux comités, dont celui sur la formation en art dramatique. Durant la décennie suivante, il œuvre activement au sein du Conseil des arts de la Communauté urbaine de Montréal (CACUM) dont il devient le vice-président de 1990 à 1997 et où il milite pour une meilleure reconnaissance des compagnies de création. Membre de l’Académie québécoise du théâtre dès sa fondation en 1993, il participe à de nombreux jurys et en assume la direction générale de 2002 à 2004. En 2012, Bibliothèque et Archives nationales du Québec (BAnQ) crée le fonds Jean-Luc Bastien, eu égard à l’importance de son apport à la création de la dramaturgie québécoise.
Selon Claire Dé, Jean-Luc Bastien est « à l'aise dans le répertoire tant classique que contemporain, aussi efficace dans l'intime que dans les scènes de groupe, doté d'un sixième sens festif, il a su allier dans son art rigueur et fantaisie ».

### Enseignement
Comme praticien, il réalise un important travail d'animation en région (avec l'Association québécoise du jeune théâtre, puis avec le Théâtre populaire d'Alma, le Festival du théâtre étudiant du Québec au Lac‐Mégantic et enfin avec le Théâtre populaire du Québec). Cette dimension pédagogique trouve ensuite son accomplissement le plus significatif au Collège Lionel-Groulx, où il enseigne durant trente et un ans à l’Option-Théâtre, recruté en 1969 par son fondateur, Jean-Robert Rémillard. D'un statut marginal à sa fondation, l'Option-Théâtre acquiert une importance grandissante au fil des ans. Lorsqu'il en quitte la direction, en 1995, elle est devenue le plus important secteur d'activités de ce cégep auquel s'ajoute le théâtre musical en 2002. Il dirige  la Section interprétation (1971-1972), puis le Département théâtre (1972-1995), où il fait une large place à la commande d’œuvres originales auprès d’auteurs québécois. Il se retire de l'enseignement en 2000. Sous son directorat, des centaines d'étudiants et d'étudiantes en interprétation et en production sont formés et font carrière.

### Théâtre

#### Jeu
- 1969 : Lysistrata de Michel Tremblay d’après Aristophane, mise en scène André Brassard, Centre national des Arts, Ottawa, et Théâtre du Nouveau Monde, Montréal.
- 1969 : Les Enfants de Chénier dans un autre grand spectacle d’adieu, écriture et mise en scène Jean-Claude Germain, Théâtre d'Aujourd'hui, Montréal et en tournée au Québec.
- 1969 : Diguidi, diguidi, ha! ha! ha!, écriture et mise en scène Jean-Claude Germain, Théâtre d'Aujourd'hui, Montréal, et en tournée au Québec.
- 1970 : Si Aurore m’était contée deux fois, écriture et mise en scène Jean-Claude Germain, Théâtre d'Aujourd'hui, Montréal, et en tournée au Québec.
- 1970 : La Mise à mort d’la Miss des Miss, écriture et mise en scène de Jean-Claude Germain, Théâtre d’Aujourd’hui, Montréal, et en tournée au Québec.
- 1973 : Sur le matelas de Michel Garneau, mise en scène Gilles Renaud, Théâtre de Quat’Sous, Montréal.
- 1973 : Floralie de Roch Carrier, mise en scène Olivier Reichenbach, Théâtre du Nouveau Monde, Montréal.
- 1975 : Une brosse de Jean Barbeau, mise en lecture Claude Des Landes, Théâtre de l’Est parisien, Paris.
- 1982 : Gertrude Laframboise, agitatrice de Pierre Katitni Malouf, mise en lecture Marie Laberge, Théâtre de l’Est parisien, Paris, Théâtre Les Ateliers de Lyon et Théâtre populaire romand, La Chaux-de-Fonds.
- 1988 : Canus et Corvi de Michael Springate, mise en lecture Alain Fournier, Salle Fred-Barry, Montréal.
- 1993 : Comédie russe de Pierre-Yves Lemieux, mise en scène Serge Denoncourt, Théâtre de l’Opsis, Festival de théâtre des Amériques, Théâtre de la Bibliothèque, Montréal, et en tournée.
- 1998 : Le Gros Brodeur d’Yves Boisvert, mise en scène Jacques Jalbert, L’Aire de jeu, Sherbrooke.
- 2001 : (Oncle) Vania de Howard Barker, mise en scène Serge Denoncourt [37] Espace Go, Montréal.
- 2002 : Tout pour le fric  de Will Evans et Arthur Valentine, adaptation et  mise en scène Sophie Clément, Théâtre Saint-Sauveur..

#### Mise en scène
Productions de divers théâtres
- 1969 : Évolution 1 et Évolution 2 (créations collectives), Jeune Théâtre de Chicoutimi, Festival Carrefour Acta ’69 à Vaudreuil.
- 1969 : L’Arme au poing ou Larme à l’œil de Dominique de Pasquale, Théâtre populaire d’Alma, festival carrefour Acta ’69 à Vaudreuil et festival Mondial du Théâtre Amateur à Monaco [38].
- 1970 : Le Mariage de Witold Gombrowicz, Théâtre populaire d’Alma et Festival Carrefour Acta ‘70 à Vaudreuil.
- 1971 : Le monde est une machine qui marche bien de Denis St-Denys, Jeunes Théâtres du Centre national des Arts, Ottawa.
- 1971: Quatre quatre quatre (création collective), La Boite à Clémence, Montréal.
- 1971 : Panneaux réclames de Michèle Lalonde, Festival Québec ’71, Toronto.
- 1971 : Les vacances c’est rien qu’dans tête (huit pièces en un acte de Jean Barbeau, Sophie Clément, Raôul Duguay, Michel Garneau, Robert Gurik, Alain Pontaut, Jacques Thisdale, Michel Tremblay), Théâtre populaire du Québec en tournée.
- 1971 : Les Péripéties du sous-marin Ouankankoukan de Monique Rioux, Théâtre populaire du Québec en tournée.
- 1972 : Sur le matelas[39] de Michel Garneau, Théâtre du Galendor, Île d’Orléans.
- 1972 : Elle s’appelait Création (création collective, écriture Odette Gagnon), Festival du Théâtre étudiant du Québec au Lac-Mégantic.
- 1974 : Salut Galarneau ! de Jacques Godbout, adaptation Denis Chouinard, Théâtre du Trident, Québec.
- 1978 : Encore un peu de Serge Mercier, Théâtre de Sherbrooke.
- 1981 : Coup de sang de Jean Daigle, Théâtre du Trident, Québec.
- 1981 : Les Dernières Chaleurs et Transport en commun de Louise Roy et Michel Chevrier, Théâtre des Voyagements, Montréal  et Théâtre du Chenal-du-Moine, Sorel.
- 1981 : Vingt-sept remorques pleines de coton de Tennessee Williams, Café-Théâtre Nelligan, Montréal.
- 1990 : On ne badine pas avec Musset (d’après Alfred de Musset), Théâtre de l’Opsis, Maison de la culture Frontenac, Montréal.
- 1997 : Les Repentirs (Extraits d'auteurs), Théâtre de l’Opsis, Théâtre de la Bibliothèque, Montréal.

Productions du Théâtre du Nouveau Monde
1978 : Les fées ont soif de Denise Boucher, création au Théâtre du Nouveau Monde suivie d'une tournée avec les Productions Frank Furtado.
1980 : Victor ou les Enfants au pouvoir 35 de Roger Vitrac.
1982 : Fêtes d’automne de Normand Chaurette.
Productions de la Nouvelle compagnie théâtrale -Théâtre Denise-Pelletier
- 1971 : La Nuit d’Yvan Turcotte, Théâtre du Gésu.
- 1973 : Le Théâtre de la maintenance [40]de Jean Barbeau,Théâtre du Gésu.
- 1973 : Hop-production de Renée et Robert Gurik, Théâtre du Gésu.
- 1974 : Cyrano de Bergerac d’Edmond Rostand, Théâtre du Gésu.
- 1975 : Le Médecin malgré lui de Molière, Théâtre du Gesù.
- 1978 : Encore un peu de Serge Mercier, Salle Fred-Barry.
- 1979 : Théâtre de la Maintenance de Jean Barbeau.
- 1980 : Encore un peu de Serge Mercier.
- 1981 : Qu’as-tu fait de mon pays? d’An Anthane Kapesh, Salle Fred-Barry.
- 1982 : Salut Galarneau !  de Jacques Godbout, adaptation Denis Chouinard, Théâtre Denise-Pelletier.
- 1983 : Les Trois Mousquetaires d’Alexandre Dumas,Théâtre Denise-Pelletier.
- 1984 : Mère Courage et ses enfants de Bertolt Brecht, Théâtre Denise-Pelletier.
- 1984 : Harold et Maude de Colin Higgins, Théâtre Denise-Pelletier.
- 1985 : Vu du pont d’Arthur Miller, Théâtre Denise-Pelletier.
- 1986 : La Mégère apprivoisée de William Shakespeare, Théâtre Denise-Pelletier.
- 1987 : Air Céleste de Martine Landriault, Salle Fred-Barry.
- 1988 : Le Mariage de Figaro de Beaumarchais, Théâtre Denise-Pelletier.

Productions de l'Atelier de Théâtre et de l'Option-Théâtre du Collège Lionel-Groulx
- 1970 : Les Fourberies de Scapin de Robert Gurik d’après Molière.
- 1971 : Le Balcon de Jean Genet.
- 1971 : Carcajou (légendes indiennes).
- 1971 : Q de Robert Gurik.
- 1972 : Un mois à la campagne d’Ivan Tourgueniev.
- 1973 : Quatre à Quatre de Michel Garneau, repris au Festival de l’AQJT, Jonquière.
- 1975 : Si j’étais un beau château (création collective par Paule Baillargeon et Pierre Curzi).
- 1977 : Histoire du Québec de Léandre Bergeron.
- 1977 : Outrage au public (Publikumsbeschimpfung) de Peter Handke.
- 1977 : Après de Serge Mercier.
- 1977 : L'Amour en langage décousu de Love de Murray Schisgal et L’Amant d’Harold Pinter.
- 1979 : Feu la mère de Madame de Georges Feydeau.
- 1979 : Les Trois Sœurs d’Anton Tchekhov.
- 1980 : Ohé! là-bas de William Saroyan.
- 1980 : Vingt-sept remorques pleines de coton de Tennessee Williams.
- 1980 : Mère Courage et ses enfants de Bertolt Brecht.
- 1981 : Le Champ des morts d’Edgar Lee Masters.
- 1981 : La Mouette d’Anton Tchekhov.
- 1984 : Les Estivants de Maxime Gorki.
- 1985 : Où est-ce qu’elle est ma gang? de Louis-Dominique Lavigne.
- 1985 : Hedda Gabler d’Henrik Ibsen.
- 1986 : Le Bourgeois gentilhomme de Molière.
- 1989 : L'Échange de Paul Claudel.
- 1990 : Le Dindon de Georges Feydeau.
- 1992 : Atelier Ibsen-Pirandello.
- 1993 : Atelier Lorca.
- 1993 : L'Amour médecin de Molière.
- 1994 : Le poisson a-t-il un système nerveux sensible à la douleur? de Louise Saint-Pierre.
- 1995 : Les Trois Sœurs d’Anton Tchekhov.
- 1996 : Après la chute d’Arthur Miller.
- 1997 : Atelier Pirandello.
- 1998 : Le Songe d’August Strindberg.

Mise en lecture de pièces québécoises
- 1969 : Le Lotus des bouches cousues de Louise Larose, Théâtre du Gésu, Montréal.
- 1971 : Les Maquerelles de Gaby Déziel-Huppé, Centre national des Arts, Ottawa et Salle St-Sulpice, Montréal.

Tournées de lectures de pièces québécoises du Centre [d’essai] des auteurs dramatiques en France et en Suisse
- 1975 : Quatre à quatre de Michel Garneau, Théâtre de l’Est parisien, Paris, et Maison de la culture d'Amiens [41].
- 1975 : Diguidi, diguidi, ha! ha! ha! (création collective), écriture Jean-Claude Germain, Théâtre de l’Est parisien, Paris, et Maison de la culture d'Amiens [41].
- 1975 : À toi, pour toujours, ta Marie-Lou de Michel Tremblay, Théâtre de l’Est parisien, Paris, et Comédie de Caen[41].
- 1982 : HA ha!...  de Réjean Ducharme, Théâtre de l’Est parisien, Paris, Théâtre Les Ateliers de Lyon et Théâtre de Carouge[42],[43].
- 1982 : Bernadette et Juliette d’Élizabeth Bourget, Théâtre de l’Est parisien, Paris, Les Ateliers de Lyon et Théâtre populaire romand, La Chaux-de-Fonds[43].
- 1982 : Les Pommiers en fleurs de Serge Sirois, Théâtre de l’Est parisien, Paris, Les Ateliers de Lyon et Théâtre populaire romand, La Chaux-de-Fonds[43].

### Fonds
Fonds Jean-Luc Bastien (P887) à Bibliothèque et Archives nationales du Québec, remis par celui-ci en août 2012. Il porte sur sa vie professionnelle et plus particulièrement sur les étapes de production de pièces de théâtre. Le fonds compte cinq séries : l'homme, le comédien et animateur, le metteur en scène, l'enseignant, le conférencier.

### Entrevue
50 ans de jeunesse - Entrevue avec Jean-Luc Bastien, directeur artistique de la NCT (1982-1989), réalisée à l'automne 2014 à l'occasion du cinquantenaire de la Nouvelle Compagnie théâtrale / Théâtre Denise-Pelletier https://vimeo.com/89922630